# Équipe du Cap-Vert de football
Cet article traite de l'équipe masculine. Pour l'équipe féminine, voir Équipe du Cap-Vert féminine de football.
Maillots
Actualités
L'équipe du Cap-Vert de football est constituée par une sélection des meilleurs joueurs cap-verdiens sous l'égide de la fédération du Cap-Vert de football et représente le pays lors des compétitions régionales, continentales et internationales depuis sa création en 1979. Ses joueurs sont surnommés les Tubarões Azuls, les Requins Bleus en portugais.
L'équipe nationale dispute la première rencontre de son histoire en 1978 face à la Guinée, match perdu sur le score d'un but à zéro. À la suite de l'affiliation de la fédération à la Confédération africaine de football et à la FIFA en 1982, la sélection s'engage pour la première fois dans les éliminatoires d'une Coupe d'Afrique des nations en 1992 et dispute ses premières qualifications à une phase finale de Coupe du monde en 2003.
Les Crioulos, comme on les appelle dans le pays, disputent leurs rencontres à domicile à l'Estádio Nacional de Cabo Verde, situé dans la capitale cap-verdienne, Praia. Elle s'est qualifiée pour la phase finale de la Coupe d'Afrique des nations de football 2013 pour la première fois de son histoire. Les Capverdiens ont terminé l'année 2021 au 73e rang mondial selon le Classement FIFA. L'équipe est entraînée par Pedro Leitão.

## Histoire

### Genèse de l'équipe nationale et matchs au niveau régional (1979-1991)
Le 5 juillet 1975, le Cap-Vert obtient son indépendance vis-à-vis du Portugal. La culture du football, apportée par les Lusitaniens, permet l'émergence rapide d'une sélection nationale du Cap-Vert.
En 1978, la sélection joue le premier match de son histoire, en amical face à la Guinée, dans le cadre des festivités de l'anniversaire de l'indépendance du Cap-Vert. Le match se termine sur une défaite, sur le score de 1 à 0. L'année suivante, la jeune sélection participe à l'édition inaugurale de la Coupe Amílcar Cabral, qui regroupe les équipes nationales de cette région d'Afrique de l'Ouest, avec entre autres le Sénégal, la Guinée ou encore le Mali. Pour ce baptême du feu avec de grandes équipes africaines, les Cap-Verdiens quittent la compétition à l'issue du premier tour, battus par le Sénégal et la Guinée-Bissau.
Le Cap-Vert va ainsi participer à presque toutes les éditions de la Coupe Amilcar Cabral (ne manquant que les éditions de 1980, 1986, 1993 et 2005) et obtient même le droit d'organiser la compétition en 1982, année de la fondation de la Fédération cap-verdienne de football. La Fédération s'inscrit d'ailleurs immédiatement auprès de la FIFA et de la CAF, sans toutefois s'engager lors des éliminatoires, que ce soit pour la Coupe du monde de football ou pour la Coupe d'Afrique des nations.
Après avoir atteint à trois reprises le dernier carré de la Coupe Amilcar Cabral, le Cap-Vert parvient à monter sur le podium lors de l'édition 1989 puis enchaîne deux ans plus tard avec une finale, disputée et perdue à Dakar face au Sénégal. C'est à cette période que la fédération décide d'inscrire l'équipe nationale aux éliminatoires pour la CAN 1994, disputée en Tunisie.

### Le long apprentissage du haut niveau (1992-2010)
Le 14 juin 1992, le Cap-Vert dispute le premier match international de son histoire, à Bissau face à la sélection de Guinée-Bissau, pour le premier tour des éliminatoires de la Coupe d'Afrique des nations 1994. Les Crioulos perdent la rencontre trois buts à un et ne peuvent renverser la vapeur quinze jours plus tard au Stade de Varzea à Praia, s'inclinant une nouvelle fois (0-1).
Deux ans plus tard, la sélection s'engage dans les éliminatoires pour la CAN 1996 et est placée dans la poule 7, en compagnie du Burkina Faso, du Maroc, de la Côte d'Ivoire, du Bénin et de la Guinée équatoriale. Comme les Béninois et les Équatoguinéens, les Cap-Verdiens déclarent forfait avant le début de la compétition. Ils choisissent de ne pas s'inscrire pour la CAN suivante, prévue en 1998 au Burkina Faso.
En août 1998, le Cap-Vert revient sur la scène internationale en s'engageant dans la campagne qualificative pour la CAN 2000, dont le Ghana et le Nigeria sont les deux pays coorganisateurs. Opposé au Mali lors du premier tour, les Tubarões Azuis sont sèchement éliminés (défaite 3-0 à Bamako, nul 0-0 à Praia).
Il faut attendre le 3 juillet 2000 pour assister à la première victoire en match officiel international de la sélection cap-verdienne, elle a lieu dans le cadre des éliminatoires de la CAN 2002. Ce jour-là, face au Liberia de George Weah, les hommes de l'entraîneur portugais Oscar Duarte s'imposent un but à zéro sur un but d'Antonio Duarte. Malheureusement pour le Cap-Vert, les Liberians remontent facilement ce handicap au match retour, s'imposant 3-0 à Monrovia. La même année, le Cap-Vert s'inscrit pour la première fois aux qualifications pour une Coupe du monde, en l'occurrence le Mondial 2002 coorganisé par le Japon et la Corée du Sud. En avril 2000, à Mindelo, les Crioulos reçoivent l'Algérie et ne peuvent faire mieux qu'un match nul et vierge. Quinze jours plus tard, ils s'inclinent face aux Fennecs à Annaba sur le score de 2 buts à zéro et doivent dire adieu à leurs rêves de tournoi mondial. Le mois suivant, le Cap-Vert accueille la 16e édition de la Coupe Amilcar Cabral. Devant leur public, les Tubarões Azuis inaugurent leur palmarès en s'imposant en finale face au Sénégal, après avoir notamment battu la Sierra Leone et la Guinée plus tôt dans la compétition.
En septembre 2002 démarrent les éliminatoires de la CAN 2004, le Cap-Vert est versé dans la poule 5 en compagnie du Kenya, du Togo et de la Mauritanie. Les hommes de Duarte terminent à la 3e place, avec un bilan de trois victoires (deux contre les Mourabitounes mauritaniens et une à Praia contre le Togo) et trois défaites. En novembre, c'est une première historique pour la sélection puisqu'elle affronte une équipe non-africaine en match amical, le Luxembourg, pour un match nul et vierge. En 2003, le sélectionneur Óscar Duarte quitte son poste et est remplacé par Alexandre Alhinho.
Pour les éliminatoires de la Coupe du monde 2006, après avoir éliminé en tour préliminaire la sélection du Swaziland (1-1 à Mbabane puis 3-0 au Cap-Vert), les Cap-verdiens se voient opposés, au sein de la poule 2, aux équipes du Ghana, du Burkina Faso, d'Afrique du Sud, de république démocratique du Congo et d'Ouganda. À noter que ces éliminatoires sont communs pour la Coupe du monde 2006 et la Coupe d'Afrique des nations 2006, dont la phase finale a lieu en Égypte. Une nouvelle fois, la qualification échappe aux Crioulos, qui se classent au 5e rang, juste devant l'Ouganda, dans une poule dominée par le Ghana. Ils ont tout de même réussi à battre deux fois les Étalons du Burkina Faso et à accrocher le nul 0-0 à domicile face aux Congolais.
En 2006, la fédération décide de changer de sélectionneur et c'est Zé Rui qui est choisi pour prendre la suite d'Alexandre Alhinho. Sa mission est de qualifier les Crioulos pour la prochaine Coupe d'Afrique des nations au Ghana. Dès le début des éliminatoires, Rui décide d'intégrer à la sélection des joueurs d'origine cap-verdienne tels que Cecilio Lopes, Hernâni Borges, Dady, Guy Ramos ou Gilberto Reis, afin d'apporter un plus d'expérience à la sélection. Le Cap-Vert est placé dans le groupe 8, en compagnie de la Guinée, des Fennecs algériens et de la Gambie. Après deux journées disputées, Ricardo Rocha arrive à la tête de la sélection pour terminer la campagne de qualification. Le résultat final est décevant pour les Cap-verdiens puisqu'ils terminent à la dernière place de la poule, avec une seule victoire (face au premier de la poule, la Guinée, dont c'est la seule défaite des éliminatoires) et deux nuls (contre l'Algérie et la Gambie). Malgré cette élimination, la seule satisfaction de la sélection est d'avoir conservé son invincibilité à domicile.
Deux ans plus tard, en 2008, l'équipe nationale, dirigée depuis peu par le Portugais João de Deus, s'engage dans les éliminatoires pour la Coupe du monde 2010, qui sont communs à ceux de la Coupe d'Afrique des nations 2010. Le tirage au sort place le Cap-Vert dans le groupe 1, avec le Cameroun, la Tanzanie et l'île Maurice. Les Cap-verdiens visent la qualification pour la première phase finale de CAN de leur histoire et doivent pour cela au moins finir parmi les huit meilleurs deuxièmes (sur douze groupes) pour accéder au tour suivant. C'est le Cameroun qui termine largement en tête de la poule après un parcours quasi parfait (cinq victoires et un nul) et devance le Cap-Vert, classé deuxième avec un bilan équilibré de trois victoires et trois défaites. Le revers lors de la dernière journée en Tanzanie prive les Tubarões Azuis de la qualification pour la troisième phase des éliminatoires. Malgré cet échec sportif, le Cap-Vert va briller sur la scène internationale, peu avant le début de la phase finale de la Coupe du monde. En effet, dans le cadre de sa préparation pour le Mondial, le Portugal ne peut faire mieux qu'un match nul 0-0 à Covilhã.

### L'ère Antunes et la qualification pour la CAN 2013 (depuis 2010)
Lors de l'été 2010, le Portugais João de Deus quitte la sélection pour le club espagnol de l'AD Ceuta et est remplacé en août 2010 par Lúcio Antunes, ancien entraîneur des moins de 21 ans, avec qui il a remporté les Jeux de la Lusophonie 2009. Il a pour mission de qualifier l'équipe pour la CAN 2012 qui est organisée au Gabon et en Guinée équatoriale.
Pour ces éliminatoires qui démarrent en septembre 2010, les hommes d'Antunes sont opposés dans le groupe A au Mali, au Zimbabwe et au Liberia. Seul le premier accède à la phase finale de la CAN, coorganisée par le Gabon et la Guinée équatoriale. Les Cap-Verdiens passent tout près de leur rêve en terminant à égalité de points à la première place, le Mali leur passant devant à la différence de buts particulière (les Maliens l'ont emporté 3-0 à domicile et n'ont perdu que 1-0 à Praia). Ils confirment néanmoins année après année leurs progrès au niveau continental.
La proximité entre les éditions 2012 et 2013 de la Coupe d'Afrique des nations, rendue obligatoire par le changement de calendrier, a profondément modifié le format des éliminatoires pour la CAN 2013, organisée par l'Afrique du Sud. C'est en effet par le biais d'un système de matchs aller-retour sur deux tours que les sélections peuvent prétendre à la qualification pour la phase finale. Au premier tour, les Requins Bleus se défont assez facilement de la sélection de Madagascar, tuant tout suspens dès le match aller en s'imposant quatre à zéro à Antananarivo. Le deuxième tour est nettement plus ardu puisque c'est le Cameroun, quadruple vainqueur de la CAN et participant de la dernière Coupe du monde qui se présente face à eux. Le match aller, joué le 8 septembre 2012 au Stade de Várzea à Praia, voit les Cap-Verdiens s'imposer 2-0 (buts de Ricardo et Djaniny). Lors de la seconde manche, grâce à un but rapide de Nhuck dès la 11e minute, le Cap-Vert refroidit les ardeurs des Lions Indomptables qui finissent par l'emporter 2-1, un score insuffisant pour empêcher les hommes d'Antunes d'obtenir la qualification pour la première Coupe d'Afrique des nations de leur histoire. Antunes ne programme que deux matchs amicaux de préparation, l'un en novembre face au Ghana, perdu un à zéro, l'autre dix jours avant le coup d'envoi de la CAN, en janvier face au Nigeria qui se termine sur un match nul zéro partout.
Pour son baptême en compétition continentale, les Cap-Verdiens n'affichent aucun complexe et entendent produire du jeu, malgré l'opposition que le tirage au sort leur propose, à savoir le pays organisateur, l'Afrique du Sud, l'Angola et le Maroc. Ils ont même l'honneur de disputer le match d'ouverture face aux Bafana Bafana dans le FNB Stadium de Johannesburg, pour un résultat nul et vierge. Après avoir également accroché le Maroc 1-1 (en ayant ouvert le score, Luis Soares dit Platini devenant le premier buteur cap-verdien lors de la CAN), ils jouent la qualification lors du dernier match face aux Angolais. Le suspense est total puisque les quatre équipes peuvent encore se aller en quarts de finale et l'évolution des scores change en permanence les sélections qualifiées. Menée par l'Angola jusqu'à dix minutes de la fin du match, les Crioulos vont arriver à marquer deux buts (dont celui de la victoire par Nhuck dans les arrêts de jeu) et réussissent à accéder au tableau final de la compétition. En quart de finale, c'est face au Ghana que le Cap-Vert voit son parcours triomphal s'arrêter avec un doublé de l'attaquant de l'Espanyol de Barcelone, Wakaso.
Dans le même temps, la sélection est engagée dans les éliminatoires pour se qualifier pour la Coupe du monde 2014. Les Cap-Verdiens sont dans le groupe B, avec la Tunisie, la Sierra Leone et la Guinée équatoriale. Battus lors des trois premières rencontres de groupe, le Cap Vert ne confirme pas sa bonne Coupe d'Afrique et se retrouve éliminé. La sélection revient cependant dans la course à la qualification, en bénéficiant d'un double succès sur tapis vert sur la Guinée équatoriale qui avait aligné un joueur non qualifié. Dans le dernier match décisif pour la qualification au tour suivant, le Cap Vert s'impose à l'extérieur sur la Tunisie sur le score de deux buts à zéro, la sélection termine ainsi à la première place du groupe et se qualifie pour le troisième tour. Quelques jours après ce succès, le Cap Vert se retrouve à son tour disqualifié car la sélection a fait jouer contre la Tunisie un joueur normalement suspendu.

## Tenue, emblème et symboles de l'équipe du Cap-Vert

### Équipementier
À partir de 2004, l'équipe du Cap Vert dispute ses rencontres avec un kit fabriqué par l'équipementier portugais Tepa,. En 2008, les maillots, shorts et chaussettes de l'équipe nationale sont fabriqués par la marque de vêtements italienne Erreà. Et en 2011, c'est l'entreprise KS Sport qui a fourni les équipements de la sélection du Cap-Vert. En 2012, c'est à nouveau Tepa qui est choisi pour habiller les Crioulos lors de la phase finale de la Coupe d'Afrique des nations 2013. Depuis 2018, la sélection est habillée par la marque Tempo.

### Tenues et emblèmes
| Domicile 2008-2009 |

| Extérieur 2008-2009 |

| Domicile 2009-2010 |

| Extérieur 2009-2010 |

| Domicile 2010-2011 |

| Extérieur 2010-2011 |

| Domicile 2011-2012 |

| Extérieur 2011-2012 |

| Domicile 2013 |

| Extérieur 2013 |

L'équipe évolue depuis ses débuts dans un maillot reprenant les couleurs du drapeau du Cap-Vert, un short bleu et des chaussettes bleues. La tenue extérieure est à dominance blanche, maillot blanc et bleu, short et chaussettes blanches.
C'est le requin qui est l'animal symbole de la sélection nationale. L’épithète « azuis » (« bleus ») se doit à la couleur du maillot. L'équipe du Cap-Vert porte sur ses tenues l'emblème de la fédération.

## Composition de l'équipe du Cap-Vert

### Joueurs

#### Provenance des joueurs
Dans les années 1970-1980, en raison de l'extrême pauvreté dans le pays, de nombreux Cap-Verdiens choisissent d'émigrer en Europe, principalement au Portugal, l'ancienne métropole et au Sénégal (pays le plus proche géographiquement du Cap-Vert) mais aussi en France, au Luxembourg, en Suisse ou aux Pays-Bas. Ainsi, depuis les années 1980, plusieurs joueurs d'origine cap-verdienne auraient pu défendre les couleurs de leur pays de naissance mais ont choisi de jouer pour leurs nations d'adoption. On peut citer Oceano da Cruz, Nélson, Nani, Rolando ou Carlos Alhinho qui ont porté les couleurs du Portugal, Henrik Larsson pour la Suède ou Daniel Batista en Grèce. En 2002, la fédération et le sélectionneur Óscar Duarte font appel à la diaspora cap-verdienne pour renforcer l'équipe en vue des éliminatoires de la Coupe d'Afrique des nations 2004. Les joueurs viennent du Portugal comme Lito ou Toy, de France comme Jimmy Modeste ou Carlos Moreira, qui joue en division 2 de district, soit la douzième division française, ou de Norvège. Pour le match face au Kenya disputé le 12 octobre, neuf des 18 sélectionnés évoluent ainsi hors du Cap-Vert. Lors de la CAN 2013, cinq des 23 joueurs sont nés à l'étranger et ont choisi de porter le maillot des Tubarões Azuis : Fernando Varela, Guy Ramos, Carlitos, Marco Soares, David Mendes da Silva.
La relative faiblesse du championnat national cap-verdien (qui est amateur) et l'existence d'une forte diaspora cap-verdienne, essentiellement en Europe de l'Ouest font que la quasi-totalité des internationaux en activité jouent à l’étranger. Seul le gardien de but Rilly Costa joue au CS Mindelense de Mindelo mais il n'a pas encore porté les couleurs de l'équipe nationale. Tous les autres jouent en Europe (au Portugal pour la plupart mais aussi aux Pays-Bas et en France) ou en Girobola angolais, le meilleur championnat lusophone d'Afrique.

#### Joueurs importants
Lito, attaquant né en 1975, compte 41 sélections dont 17 en compétitions FIFA. Capitaine et joueur essentiel de la sélection, il connaît sa dernière apparition sous le maillot cap-verdien en 2012. Il n'est pas appelé par Lúcio Antunes pour la phase finale de la Coupe d'Afrique des nations 2013.
Carlos Morais, né en 1976, fait ses débuts en sélection en 1995. Le sélectionneur Armandinho l'appelle pour disputer la Coupe Amílcar Cabral en Mauritanie. Évoluant au poste d'attaquant, Caló compte 20 sélections pour 10 buts inscrits dont quatre en compétition FIFA,.
Nando est le joueur le plus capé de la sélection cap-verdienne avec 42 sélections depuis la Coupe d'Afrique des nations 2013. Élu dans l'équipe-type de la Coupe d'Afrique des nations 2013, le défenseur et capitaine de la sélection prend sa retraite internationale à l'issue du tournoi.

## Personnalités
| Rang | Joueur          | Carrière  | Sélections |
| ---- | --------------- | --------- | ---------- |
| 1    | Ryan Mendes     | 2010-     | 75         |
| 2    | Vozinha         | 2012-     | 73         |
| 3    | Babanco         | 2007-2019 | 62         |
| 4    | Stopira         | 2008-     | 58         |
| 5    | Marco Soares    | 2006-2021 | 53         |
| 6    | Fernando Varela | 2008-2019 | 52         |
| 6    | Héldon          | 2008-2019 | 52         |
| 6    | Garry Rodrigues | 2013-     | 52         |
| 9    | Júlio Tavares   | 2012-2022 | 48         |
| 9    | Lito            | 2002-2012 | 48         |

| Rang | Joueur          | Carrière  | Buts |
| ---- | --------------- | --------- | ---- |
| 1    | Ryan Mendes     | 2010-     | 17   |
| 2    | Héldon          | 2008-2019 | 15   |
| 3    | Caló            | 1995-2008 | 10   |
| 4    | Júlio Tavares   | 2012-2022 | 8    |
| 4    | Garry Rodrigues | 2013-     | 8    |
| 6    | Lito            | 2002-2012 | 7    |
| 7    | Djaniny         | 2012-     | 6    |
| 7    | Bebé            | 2022-     | 6    |
| 9    | Babanco         | 2007-2019 | 5    |
| 9    | Odaïr Fortes    | 2010-2016 | 5    |

### Sélectionneurs
| Rang | Nom                              | Période   |
| ---- | -------------------------------- | --------- |
| 1    | José Fernandes Antunes, « Toca » |           |
| 2    | Alcides Lima, « Tchida »         |           |
| 3    | Carlos Alhinho                   | 1985-1986 |
| 4    | Armando Soares                   |           |
| 5    | Óscar Duarte                     | 1998-2003 |
| 6    | Alexandre Alhinho                | 2003-2006 |
| 7    | Zé Rui                           | 2006      |
| 8    | Ricardo Rocha                    | 2007-2008 |
| 9    | João de Deus                     | 2008-2010 |
| 10   | Lúcio Antunes                    | 2010-2013 |
| 11   | Felisberto Cardoso, « Beto »     | 2014      |
| 12   | Rui Águas                        | 2014-2016 |
| 13   | Felisberto Cardoso, « Beto »     | 2016      |
| 14   | Lúcio Antunes                    | 2016-2018 |
| 15   | Rui Águas                        | 2018-2019 |
| 16   | Janito Carvalho                  | 2019-2020 |
| 17   | Bubista                          | 2020      |

Le premier sélectionneur connu de la sélection est l'entraîneur cap-verdien José Fernandes Antunes, dit « Toca ». Né en 1942 et mort en 2001, il dirige l'équipe lors de la première participation à la Coupe Amilcar Cabral. Un autre entraîneur cap-verdien Alcides Lima dit « Tchida », mort en 2010, dirige ensuite l'équipe. En 1985, l'international portugais natif du Cap-Vert, Carlos Alhinho (1949-2008) prend en main l'équipe. Triple champion du Portugal avec le Sporting CP et le Benfica Lisbonne, il est un des athlètes du 20e siècle du Cap-Vert pour le CIO. En 1991, un autre entraîneur cap-verdien et ancien international, Armando Soares dit « Armandinho » est responsable des Tubarões Azuis, en collaboration avec Toca, il amène la sélection en finale de la Coupe Amilcar Cabral. Armandinho dirige également l'équipe en 1996, où elle termine troisième de la coupe.
Un autre international portugais, Óscar Duarte, est nommé sélectionneur par la fédération en 1998. Il démission de son poste en avril 2003 après une défaite, deux à un, face au Togo dans le cadre des éliminatoires de la Coupe d'Afrique 2004. Alexandre Alhinho, frère de Carlos, qui s'occupait alors des équipes de jeunes au sein de la fédération, lui succède et occupe le poste jusqu'en janvier 2006 où il démissionne à la suite de la non-qualification de l'équipe nationale à la Coupe d'Afrique des nations 2006. Son adjoint, Zé Rui ancien international cap-verdien, lui succède. Il dirige l'équipe jusqu'en novembre 2006 où il est remplacé par le Brésilien Ricardo Rocha,.
Le Portugais João de Deus lui succède en avril 2008. Il exerce ce poste pendant deux ans puis rejoint, en juin 2010, l'AD Ceuta en l'absence de rémunération versée par la fédération. Son adjoint Lúcio Antunes, vainqueur de la Coupe Amilcar Cabral en 2000 avec une sélection de joueurs locaux et responsable de l'équipe espoirs qui remporte les Jeux de la Lusophonie 2009, lui succède. Contrôleur aérien dans le civil, il qualifie pour la première fois l'équipe nationale à une phase finale de la Coupe d'Afrique des nations en 2012 et fait passer la sélection de la 108e place du classement FIFA au 35e rang. Il quitte son poste en décembre 2013 pour rejoindre le club angolais du Progresso de Sambizanga,. L'intérim est assuré par le Cap-Verdien Felisberto Cardoso dit Beto, adjoint de Lucio Antunes. Il est associé à Mem Ramires Lopes dit Bera, professeur de géographie dans le civil et ancien gardien de l'équipe nationale. Après cet intérim, la Fédération nomme au poste de sélectionneur, en août 2014, le Portugais Rui Águas.

## Infrastructures

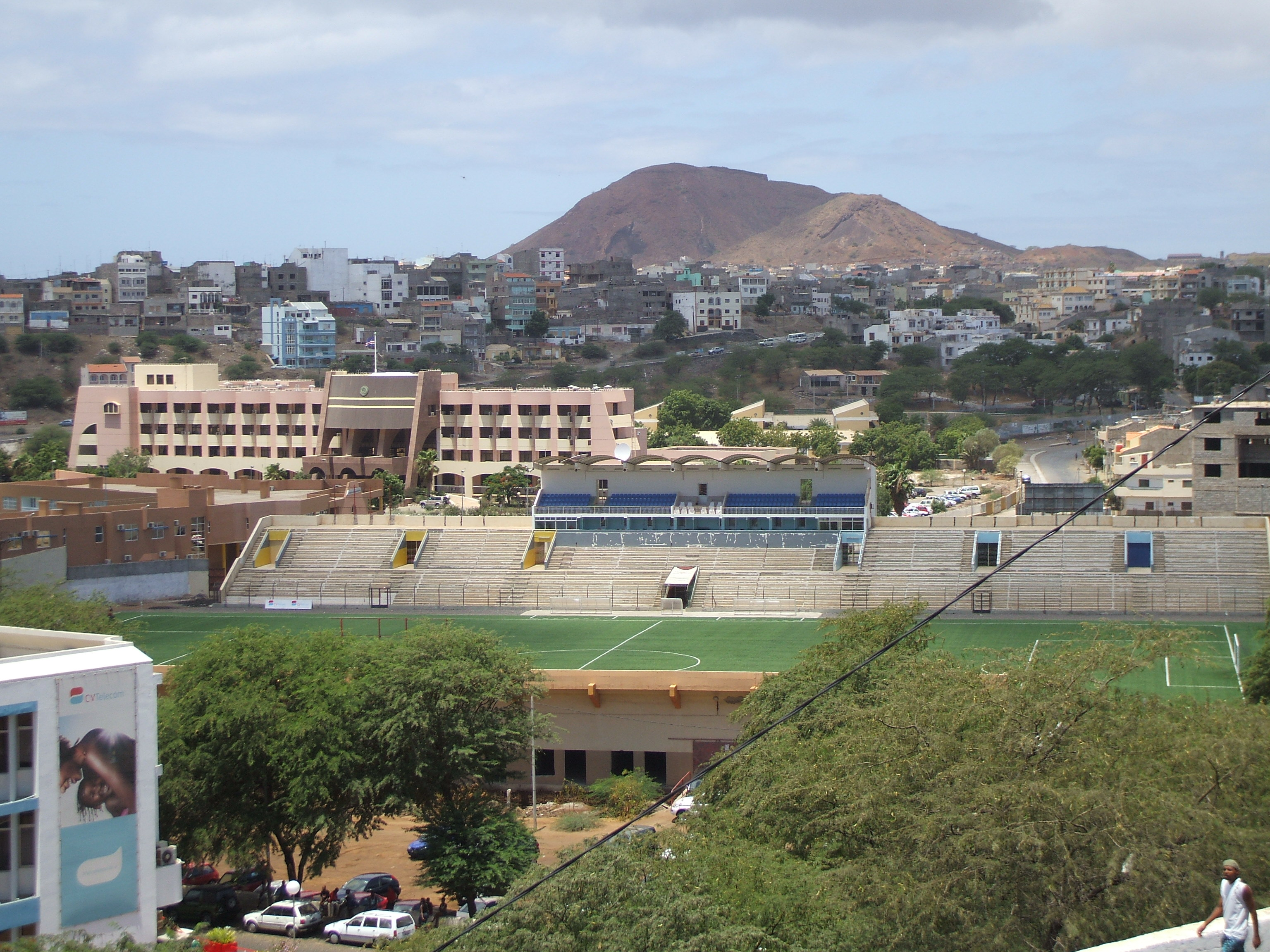
Vue sur le stade de Várzea (à l'arrière-plan, l'Assemblée nationale)

L'équipe nationale dispute la majorité de ses rencontres à domicile au Stade de Várzea, situé dans la capitale Praia. Le stade peut accueillir 8 000 spectateurs et a bénéficié en 2006 d'une des premières pelouses synthétiques du continent africain. Des rencontres des Tubarões Azuis ont également eu lieu au Stade Municipal Adérito Sena de Mindelo d'une capacité de 5 000 places.
La construction d'un nouveau stade national, l'Estádio Nacional de Cabo Verde, financé par la république populaire de Chine, envisagée en 2007, est signée le 11 novembre 2009. Le projet consiste en la création, à Achada de Sao Filipe, au nord de la capitale,, d'une enceinte pouvant accueillir 10 000 spectateurs, adaptée pour les compétitions de football et d'athlétisme. La surface de jeu prévue est en pelouse synthétique et comprend également une piste en tartan de huit couloirs.
Les travaux débutent en octobre 2010 et l'ouverture du stade est programmée en juin 2012, des travaux complémentaires portant le stade à 15 000 spectateurs repoussent l'ouverture à octobre 2013.

## Résultats

### Palmarès
Le tableau suivant résume le palmarès de la sélection cap-verdienne en compétitions officielles. Il se compose de deux titres, un en Coupe Amílcar Cabral et une médaille d'or en football lors des Jeux de la Lusophonie 2009.
| Coupe Amílcar Cabral                                                                                             | Jeux lusophones                                                                   |
| --- | --------------------------------------------------------------------------------- |
| - Coupe Amílcar Cabral (15 participations) : - Vainqueur : 2000 - Finaliste : 1991, 2007 - 3e place : 1989, 1995 | - Jeux de la Lusophonie (2 participations) : - Vainqueur : 2009 - 3e place : 2006 |

### Parcours en Coupe du monde
| Année | Position     |      | Année         | Position |                        | Année | Position |
| 1930  | Non inscrite | 1974 | Non inscrite  | 2010     | Non qualifiée          |       |          |
| 1934  | Non inscrite | 1978 | Non inscrite  | 2014     | Non qualifiée          |       |          |
| 1938  | Non inscrite | 1982 | Non inscrite  | 2018     | Non qualifiée          |       |          |
| 1950  | Non inscrite | 1986 | Non inscrite  | 2022     | Non qualifiée          |       |          |
| 1954  | Non inscrite | 1990 | Non inscrite  | 2026     | Éliminatoires en cours |       |          |
| 1958  | Non inscrite | 1994 | Non inscrite  | 2030     | À venir                |       |          |
| 1962  | Non inscrite | 1998 | Non inscrite  | 2034     | À venir                |       |          |
| 1966  | Non inscrite | 2002 | Non qualifiée |          |                        |       |          |
| 1970  | Non inscrite | 2006 | Non qualifiée |          |                        |       |          |

### Parcours en Coupe d'Afrique des nations
| Année | Position     |      | Année             | Position |                     | Année | Position |
| 1957  | Non inscrite | 1982 | Non inscrite      | 2006     | Tour préliminaire   |       |          |
| 1959  | Non inscrite | 1984 | Non inscrite      | 2008     | Tour préliminaire   |       |          |
| 1962  | Non inscrite | 1986 | Non inscrite      | 2010     | Tour préliminaire   |       |          |
| 1963  | Non inscrite | 1988 | Non inscrite      | 2012     | Tour préliminaire   |       |          |
| 1965  | Non inscrite | 1990 | Non inscrite      | 2013     | Quarts de finale    |       |          |
| 1968  | Non inscrite | 1992 | Non inscrite      | 2015     | 1er tour            |       |          |
| 1970  | Non inscrite | 1994 | Tour préliminaire | 2017     | Tour préliminaire   |       |          |
| 1972  | Non inscrite | 1996 | Forfait           | 2019     | Tour préliminaire   |       |          |
| 1974  | Non inscrite | 1998 | Non inscrit       | 2021     | Huitièmes de finale |       |          |
| 1976  | Non inscrite | 2000 | Tour préliminaire | 2023     | Quarts de finale    |       |          |
| 1978  | Non inscrite | 2002 | Tour préliminaire | 2025     | À venir             |       |          |
| 1980  | Non inscrite | 2004 | Tour préliminaire | 2027     | À venir             |       |          |

### Parcours en Coupe Amílcar Cabral
La Coupe Amílcar Cabral est une compétition amicale regroupant les huit pays de la zone 2 du Conseil supérieur du sport en Afrique (CSSA). Les sélections nationales sont composées de joueurs évoluant dans les championnats locaux.
| Année | Position         |      | Année            | Position |                  | Année | Position |
| 1979  | 1er tour         | 1986 | Ne participe pas | 1997     | 1er tour         |       |          |
| 1980  | Ne participe pas | 1987 | 1er tour         | 2000     | Vainqueur        |       |          |
| 1981  | Demi-finale      | 1988 | 1er tour         | 2001     | 1er tour         |       |          |
| 1982  | Demi-finale      | 1989 | 3e               | 2003     | Édition annulée  |       |          |
| 1983  | 1er tour         | 1991 | Finaliste        | 2005     | Ne participe pas |       |          |
| 1984  | 1er tour         | 1993 | Ne participe pas | 2007     | Finaliste        |       |          |
| 1985  | Demi-finaliste   | 1995 | 3e               | 2009     | Édition annulée  |       |          |

### Parcours enCoupe des nations de l'UFOA
| Année | Position                                          |
| ----- | ------------------------------------------------- |
| 2010  | Ne participe pas                                  |
| 2011  | Ne participe pas                                  |
| 2013  | Ne participe pas                                  |
| 2017  | 1er tour                                          |
| 2019  | 1er tour, puis finaliste de la coupe des perdants |
| 2021  |                                                   |

## Statistiques

### Nations rencontrées

Carte des équipes rencontrées par le Cap-Vert.
Nombre de matchs disputés contre l'équipe du Cap-Vert de football :
Aucun match
Moins de cinq matchs
De cinq à dix matchs
Au moins dix matchs

Du fait de son absence en phase finale de Coupe du monde et de sa relative faiblesse au niveau continental, l'équipe du Cap-Vert n'a que très rarement affronté des formations non africaines, et toujours dans le cadre de matchs amicaux. Il s'agit d'Andorre, du Luxembourg, de Malte, du Portugal, du Liechtenstein, de Saint-Marin, de Bahreïn, de la Géorgie et de la Malaisie. Elle n'a jusqu'à présent jamais rencontré de formations d'Amérique (un match amical a été disputé contre la Guadeloupe en mars 2022, avec une victoire 2-0 des Cape-Verdiens mais la Guadeloupe est seulement membre de la CONCACAF et n'est pas membre de la FIFA) ou d'Océanie.
Sur le continent africain, c'est sans surprise que l'on constate que ses adversaires les plus fréquemment affrontés sont les nations frontalières du Cap-Vert. La proximité géographique, rendant plus facile l'organisation de rencontres amicales, et la tenue de compétitions annuelles régionales en Afrique de l'Ouest telle que la Coupe Amílcar Cabral depuis les années 1980 ont multiplié les matchs des formations ouest-africaines.
Ainsi, les Crioulos ont rencontré à 20 reprises le Sénégal, à 12 reprises la Guinée-Bissau et le Mali et 11 fois la sélection de Gambie. De plus, du fait des bonnes relations entre le Cap-Vert et l'Angola, les deux équipes nationales ont disputé huit rencontres, dont sept en amical (et la dernière lors de la phase finale de la CAN 2013).

### Classements FIFA
| Année                 | 1993 | 1994 | 1995 | 1996 | 1997 | 1998 | 1999 | 2000 | 2001 | 2002 | 2003 | 2004 | 2005 | 2006 | 2007 | 2008 | 2009 | 2010 | 2011 | 2012 | 2013 | 2014 | 2015 | 2016 | 2017 | 2018 | 2019 | 2020 | 2021 |
| --------------------- | ---- | ---- | ---- | ---- | ---- | ---- | ---- | ---- | ---- | ---- | ---- | ---- | ---- | ---- | ---- | ---- | ---- | ---- | ---- | ---- | ---- | ---- | ---- | ---- | ---- | ---- | ---- | ---- | ---- |
| Classement mondial    | 147  | 161  | 144  | 155  | 171  | 167  | 177  | 156  | 159  | 154  | 143  | 129  | 118  | 78   | 111  | 107  | 97   | 75   | 58   | 69   | 39   | 40   | 39   | 80   | 67   | 72   | 78   | 81   | 73   |
| Classement en Afrique | 41   | 43   | 36   | 39   | 43   | 43   | 47   | 41   | 41   | 41   | 37   | 32   | 30   | 18   | 32   | 32   | 21   | 17   | 9    | 15   | 5    | 7    | 4    | 19   | 13   | 15   | 16   | 16   | 14   |

| Légende du classement mondial : Légende du classement africain : | - de 50 à 99 - de 1 à 15 | - de 100 à 149 - de 16 à 30 | - de 150 à 199 - de 31 à 49 |

Que ce soit au niveau mondial ou au niveau continental, la sélection cap-verdienne est en progrès constant depuis les années 1990. Après avoir connu un creux vers 1999 avec par conséquent une 177e place au classement mondial et une 47e place en Afrique, la plus mauvaise performance des Requins Bleus. Depuis la fin des années 2000, le Cap-Vert ne cesse de monter au classement FIFA, jusqu'à entrer dans le top 100, position occupée depuis 2007. Il a même atteint le 9e rang africain à la fin de l'année 2011.